# Замок Фассароу
Замок Фассароу (англ. Fassaroe Castle) — один із замків Ірландії, що стояв колись на межі між графствами Віклоу та Дублін, біля селища Брей (Бре). Замок не зберігся.

## Історія
У цих місцях, де був збудований наприкінці ХІІ століття замок Фассароу в давні часи була кельтська фортеця місцевого ірландського клану кругла в плані — так званий «круглий форт». Ця кругла фортеця вважається одною з найбільших круглих фортець давньої Ірландії. Називають його фортеця Мак Тайл. Очевидно, тут була резиденція вождя клану. Зберігся лише вал. Крім того недалеко була збудована кругла вежа, яку називають «Вежа Черепа». Існує легенда, що є підземний хід з цієї круглої вежі до моря. І що один волинщик вирішив пройти цим підземних ходом. Але пішов і не повернувся. З того часу з-під землі інколи чути звуки волинки — це блукає під землею волинщик і грає на своїй волинці. Сам хід колись справді існував, можливо не такий довгий, археологи знайшли залишки цього підземного ходу, що давно завалився. Була тут колись і старовинна церква ХІІ — ХІІІ століть. Зараз від церкви не лишилось навіть руїн. Плити з цієї церкви були використані для будівництва інших храмів. На багатьох із цих плит є візерунки типові для скандинавського мистецтва. Збереглися кам'яні хрести, що нині теж стоять не своєму місця, але називаються «Хрести Фассароу». Існує багато легенд про нещастя, які трапились з людьми, що зрушили з місця і перевозили хрести Фассароу.
Замок Фассароу був побудований для захисту англійської колонії Пейл з півдня. Навколишні землі перебували під контролем ірландських кланів О'Тул та О'Бірн, які постійно нападали на Пейл та замки. Замок був зруйнований вщент під час чергового нападу. Через ці місця в XVII столітті проходила армія Олівера Кромвеля під час придушення повстання за незалежність Ірландії.